# Denariusa australis
Denariusa australis és una espècie de peix pertanyent a la família dels ambàssids.

## Hàbitat
És un peix d'aigua dolça, demersal i de clima tropical.

## Distribució geogràfica
Es troba a Oceania: Queensland (Austràlia).

## Observacions
És inofensiu per als humans.